# 伊予三島太鼓祭り

## 概要
伊予三島太鼓祭りは、愛媛県 四国中央市の旧伊予三島市域で毎年10月の21日～23日に行われる秋祭りである。伊予三島型の太鼓台の最大の特徴は6段～8段の各段色違いの重布団で、これは他地域のチョウサや太鼓台では見られない独自にして最大の特徴である。また重の四隅のトンボの括りは香川県豊浜のチョウサ屋台に見られる赤色をしており、括り方も香川地方のチョウサと同じく大括りである。鳴り物の前後にもチョウサと同様の赤地に金刺繍の大型の厚い正方形の布団が付いており、全体的に香川県のチョウサの流れを色濃く受け継ぐ屋台である。
一方、近年において豊岡地区では新居浜型の太鼓台の奉納も増えており、隣県の香川県 坂出市のように新居浜型太鼓台の影響も広まりつつある。

## 歴史
- 文化・文政年間…文献で秋祭りに御輿太鼓の記述が登場する。
- 天保年間…この頃には、もう既に現在に近い太鼓台が作成され始めたと思われる。
- 昭和30年代…このころの東予地方は非常に殺伐とした時代で 太鼓台どうしの喧嘩が盛んになる。
- 昭和42年…子供太鼓台が登場し運行され始める。
- 昭和49年…子供太鼓台の統一運行開始。

## 主な運行予定

### 三島地区
- 21日…氏参り。
- 22日…太鼓台統一寄せ、夜太鼓自由運行。
- 23日…各太鼓台宮入り、夜太鼓統一運行。

### 寒川地区
- 20日…地区内運行、夜太鼓自由運行。
- 21日…地区内運行、マルナカ三島店夜太鼓。
- 22日…寒川・豊岡地区太鼓台統一寄せ（開催日が21日に変更される年があります）。寒川地区夜太鼓宮入り。

### 豊岡地区
- 21日…地区内運行、夜太鼓統一運行（ファミリーマート土居インター店）。
- 22日…寒川・豊岡地区太鼓台統一寄せ（開催日が21日に変更される年があります）。夜太鼓自由運行。
- 23日…各太鼓台宮入り。

## 氏神と太鼓台
| 地区 | 氏神                      | 太鼓台             |
| 三島 | 三島神社（三島宮川1丁目） | 濱町明神丸(御座船) |
|      |                           | 西町               |
|      |                           | 川原町             |
|      |                           | 中田井             |
|      |                           | 東町               |
|      |                           | 眞古町             |
|      |                           | 金子町             |
|      |                           | 上町               |
|      |                           | 中組               |
|      | 今宮神社                  | 中之庄             |
|      | 三島神社（具定町）        | 具定               |
| 寒川 | 石戸八幡神社              | 江之元八幡丸(御船) |
|      |                           | 中部               |
|      |                           | 西部               |
|      |                           | 東寒川             |
| 豊岡 | 厳島神社                  | 大町               |
|      |                           | 宮西西村           |
|      | 八幡大神社（土居町野田）  | 豊田               |
|      |                           | 長田               |

## 関連
- 豊浜ちょうさ祭り
- 川之江太鼓祭り
- 新居浜太鼓祭り